# Emblemasoma faciale
Emblemasoma faciale är en tvåvingeart som beskrevs av Aldrich 1916. Emblemasoma faciale ingår i släktet Emblemasoma och familjen köttflugor. Inga underarter finns listade i Catalogue of Life.